# Petitjeanita
La petitjeanita és un mineral de la classe dels fosfats, que pertany i dona nom al grup de la preisingerita. Rep el nom del col·leccionista de minerals alemany Klaus Petitjean.

## Característiques
La petitjeanita és un fosfat de fórmula química Bi₃(PO₄)₂O(OH). Va ser aprovada com a espècie vàlida per l'Associació Mineralògica Internacional l'any 1992. Cristal·litza en el sistema triclínic. La seva duresa a l'escala de Mohs és 4,5.
Segons la classificació de Nickel-Strunz, la petitjeanita pertany a «08.BO: Fosfats, etc. amb anions addicionals, sense H₂O, només amb cations de mida gran, (OH, etc.):RO₄ sobre 1:1» juntament amb els següents minerals: nacafita, preisingerita, schumacherita, atelestita, hechtsbergita, smrkovecita, kombatita, sahlinita, heneuïta, nefedovita, kuznetsovita, artsmithita i schlegelita.

## Formació i jaciments
Va ser descoberta a Bergweg, a dins de Lautertal, al massís d'Odenwald (Hessen, Alemanya). També ha estat descrita en altres muntanyes alemanyes, així com a França, la República Txeca, Eslovàquia i Anglaterra.